# رزیدنت ایول: طغیان: پرونده ۲
رزیدنت ایول شیوع فایل ۲ (به انگلیسی: Resident Evil: Outbreak: File #۲) و (به ژاپنی: バイオハザード アウトブレイク FILE2, Baiohazādo Autobureiku Fairu Tsū) یک بازی ویدئویی ترس و بقا ساخته شده توسط شرکت کپ‌کام و در سری بازی‌های رزیدنت ایول بوده که توسط ایچیرو ساساکی و برای کنسول پلی‌استیشن ۲ ساخته شد. این بازی برای نخستین بار در ۹ سپتامبر ۲۰۰۴ در ژاپن منتشر شد. بازی رزیدنت ایول شیوع فایل ۲ همانند نسخه پیشین قابلیت بازی را در حالت بازی تحت شبکه دارا می‌باشد. این بازی، محصول استودیو شماره یک شرکت کپ‌کام است. پس از موفقیت به دست آمده از نسخه پیشین این بازی، شرکت کپ‌کام به فکر ساخت و انتشار این بازی افتاد.
این بازی بیشتر به دلیل جزئی کردن و گسترش بخشیدن به نسخه پیشینش ساخته شد تا اینکه یک بازی جدید باشد؛ در حقیقت این بازی یک نسخه تکامل یافته از نسخه قبل خود بود. هشت شخصیت نسخه پیشین، با همان توانایی‌های قبل خود، در بازی موجود هستند.

## داستان
این بازی با سناریو بازدید طغیان (به انگلیسی: Outbreak Revisited) آغاز می‌شود. این سناریو در حقیقت یک بخش آموزشی بوده که نشانگر رویدادهای بازی پیشین و گیم‌پلی نسخه جدید است. سناریو بعدی چیزهای وحشی (به انگلیسی: Wild Things) نام دارد که رویدادهای این سناریو در باغ وحش شهر راکون رخ می‌دهد. سناریو بعد زیرسطح (به انگلیسی: Underbelly) می‌باشد. جیم چپ‌من و سه بازمانده همراهش به فاضلاب شهر راکون وارد شدند و باید راهی برای خروج پیدا کنند. بازبینی (به انگلیسی: Flashback) سناریویی است که در آن، بازماندگان از شهر گریخته و وارد جنگل‌های شهر راکون شده‌اند . دوران سخت (به انگلیسی: Desperate Times) نام سناریو بعدی است که در آن کوین ریمان از اداره پلیس شهر راکون خارج شده است. سناریو آخر پایان مسیر (به انگلیسی: End of the Road) نام داشته که در آن بازماندگان برای خروج از شهر تلاش می‌کنند. در نهایت نیز، صحنه برخورد و انفجار بمب هسته‌ای به شهر راکون نمایش داده می‌شود.

## نقدها
| گردآورنده  | امتیاز       |
| ---------- | ------------ |
| گیم‌رنکینگز | ۶۲.۹۹٪       |
| متاکریتیک  | ۵۸٪ (۳۵ نقد) |

| ناشر        | امتیاز |
| ----------- | ------ |
| وان‌آپ.کام   | D-     |
| آل‌گیم       | [ ۴ ]  |
| گیم‌اسپات    | ۶.۶/۱۰ |
| گیم‌اسپای    | [ ۶ ]  |
| گیمز ریدار+ | [ ۷ ]  |
| آی‌جی‌ان      | ۶.۵/۱۰ |